# Loxosceles hirsuta
Espèce
Synonymes
- Loxosceles hirsutus Mello-Leitão, 1931

Loxosceles hirsuta est une espèce d'araignées aranéomorphes de la famille des Sicariidae.

## Distribution
Cette espèce se rencontre en Argentine dans les provinces de Salta, de Tucumán, de Córdoba, de Buenos Aires et de Misiones, au Paraguay et au Brésil au Rio Grande do Sul et au Paraná,.

## Description
Le mâle décrit par Gertsch en 1967 mesure 5 mm et la femelle 6,7 mm.

## Publication originale
- Mello-Leitão, 1931 : Arachnidos do Rio Grande do Sul. Boletim Biologico, Rio de Janeiro, vol. 17, p. 10-14.